# Селая (Гуанахуато)
Села́я (исп. Celaya) — город и административный центр одноимённого муниципалитета в мексиканском штате Гуанахуато. Численность населения, по данным переписи 2010 года, составила 340 387 человек.

## Название
Название Celaya с языка басков можно перевести как ровная земля.

## История
В 1570 году город основал Мартин Энрикес де Альманса. Название города произошло от баскского zelaia, что означает «ровная земля».
С 6 по 15 апреля 1915 года при Селае произошло решающее сражение Мексиканской революции. Войска конституционалистов под командованием генерала Альваро Обрегона одержали победу над армией конвенционистов под командованием Панчо Вильи.